# سوداوية (فلم 2011)
سوداوية (بالإنجليزية: Melancholia) هو فيلم دراما وخيال علمي وصدر في سنة 2011 وقامت الممثلتان كريستين دانست، شارلوت غينسبور والكسندر سكارسجارد وكارمين سبور وكيفر سثرلاند. الفيلم من إخراج لارس فون ترايير وكتابة لارس فون ترايير.

## بطولة
- كريستين دانست
- شارلوت رامبلينج
- جون هرت
- كيفر سثرلاند

## الحبكة
يتكون بناء الفيلم من ثلاثة أجزاء: في الجزء الأول الذي يسبق العناوين، نشاهد عدة لوحات رائعة لبطلتنا «جوستين» (كريستين دانست)، ولمشاهده انفجار كوكب الأرض بعد أن اصطدم بكوكب آخر يطلق عليه الفيلم اسم كوكب «ميلانكوليا» في هذه اللوحات التي تصاحبها موسيقى افتتاحية أوبرا «تريستان وإيزولدة» لريتشارد فاجنر، يمتزج الجرافيك بالحركة البطيئة، بالتداخل الكامل بين الإنسان والطبيعة للتعبير عن نهاية عالم كامل بشخوصه ومفرداته، ويلى ذلك جزءان، الأول بعنوان جوستين، ويحكى لنا عن مرأة مأزومة حائرة رغم أن اليوم هو يوم زفافها على شاب وسيم يحبها هو «مايكل»، ويتعرف في حفل الزفاف على رئيسها في العمل «جاك»، وعلى والدها السكير «جون هارت»، وأمها شديدة الجفاف «شارلوت رامبيلنج»، وأختها «كلير» (شارلوت جنسبورج)، وينتهى حفل الزفاف بانفصالها عن عريسها وبفقدانها لعملها في مجال الإعلانات بسبب مزاجها ونفسيتها المضطربة، أما الجزء الثالث فهو بعنوان «كلير»، حيث تنتقل «جوستين» المكتئبة للإقامة مع أختها وزوجها «جون» (كيفر سازرلاند) الذي يتابع اقتراب كوكب «ميلانكوليا» من الأرض برفقة ابنه الصغير «ليو»، وينتهى الفيلم بانتحار «جون»، وباستسلام «جوستين» و«كلير» والطفل «ليو» للحظة الاصطدام المروعة.
اعتمد «لارس فون ترير» في معظم أجزاء الفيلم على الكاميرا المحمولة تكاد تقوم بالتلصصّ على شخوصه مع الاستخدام المستمر لعدسة الزوم اقتراباً وابتعاداً بما يعطى مظهر لقطات الأفلام الاخبارية، وكان اللونان الأكثر استخداما الأسود والأزرق وهما لونا الكوكب الذي سيدمر الأرض، ورغم براعة التفاصيل والحوار والموسيقى واختيار أماكن التصوير والتصرف البصرى الرائع خصوصاً في المقدمة السيريالية وفي مشاهد التدريب بالخيول، إلا ان شخصية «جوستن» ظهرت غامضة تماماً حيث تبدو مريضة بالاكتئاب في الجزء الأول ثم تصبح أقرب إلى العرافة في الدراما الاغريقية في الجزء الثاني، وقد أثر ذلك على أداء «كريس تين دانست» رغم اجتهادها فبدت متفوقة احياناً وعادية في كثير من المشاهد.

## الميزانية والإيرادات
بلغت تكلفة إنتاج الفيلم حوالي 52.5 مليون دولار. بينما حقق أرباحاً تقدر بـما يصل إلى 15,946,321 دولار.

## وصلات خارجية
- سوداوية على موقع IMDb (الإنجليزية)
- سوداوية على موقع ميتاكريتيك (الإنجليزية)
- سوداوية على موقع الموسوعة البريطانية (الإنجليزية)
- سوداوية على موقع روتن توميتوز (الإنجليزية)
- سوداوية على موقع نتفليكس (الإنجليزية)
- سوداوية على موقع قاعدة بيانات الأفلام العربية
- سوداوية على موقع ألو سيني (الفرنسية)
- سوداوية على موقع Turner Classic Movies (الإنجليزية)
- سوداوية على موقع أول موفي (الإنجليزية)
- سوداوية على موقع بوكس أوفيس موجو (الإنجليزية)